# Soyuz TMA-2

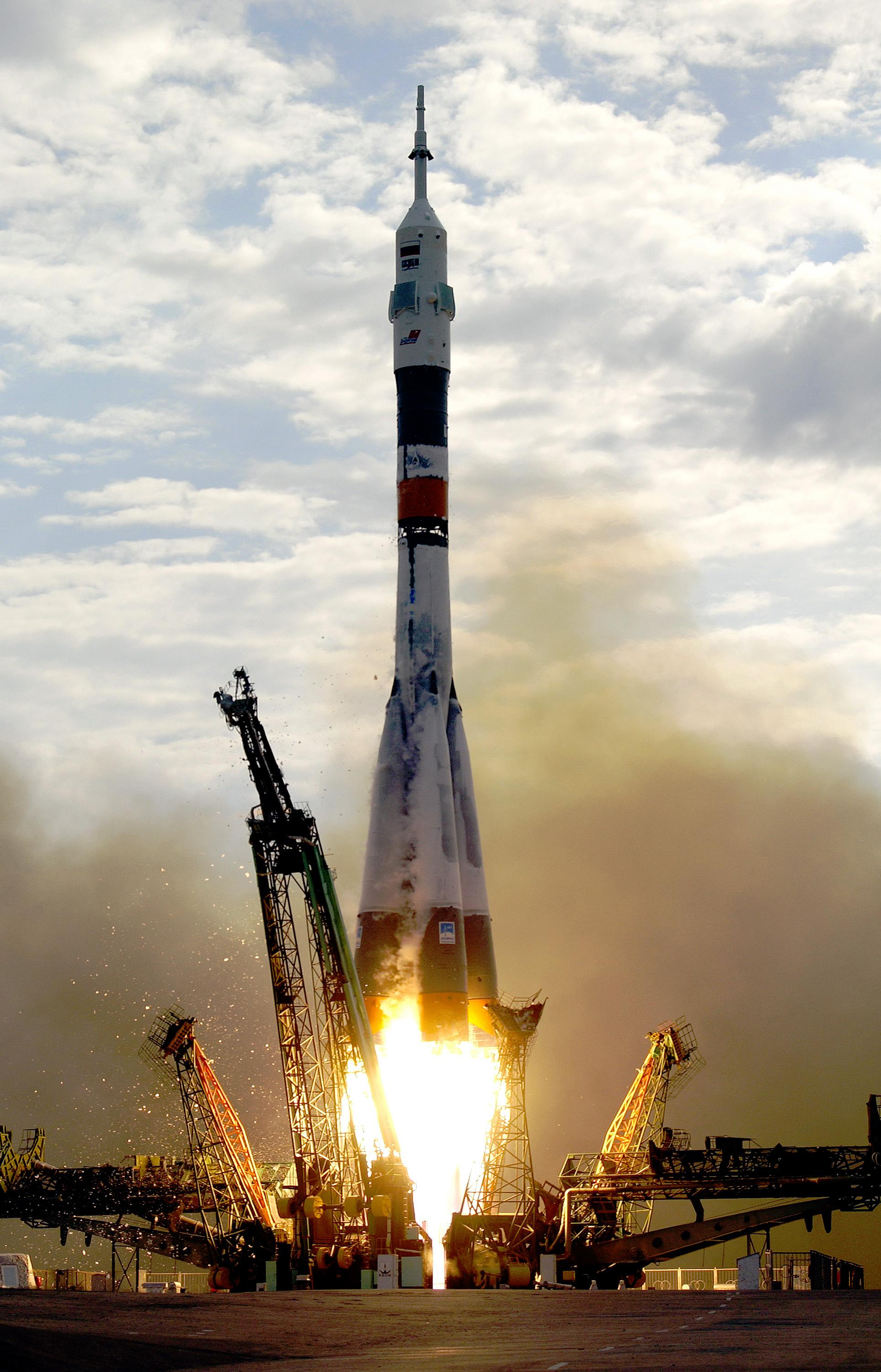
Lanzamiento Soyuz TMA-2

Soyuz TMA-2 fue una misión Soyuz (en ruso Союз ТМА-2) a la Estación Espacial Internacional (ISS) lanzada por un cohete Soyuz FG. La nave atracó con la ISS el 28 de abril de 2003 y se desacopló el 27 de octubre de 2003. Soyuz TMA-2 fue el segundo vuelo de la serie  TMA de la nave Soyuz, y el sexto de las Soyuz en volar a la ISS. 
Fue comandada por Yuri Ivanovich Malenchenko (Rusia), con Edward Tsang Lu (EE. UU.) como ingeniero de vuelo, Y después de atracar con la ISS se intercambiaron con la tripulación residente y se convirtieron en la  séptima tripulación de la estación. Alexander Kaleri y Michael Foale fueron asignados como tripulación de reserva.

## Tripulación
| Puesto             | Miembro de despegue                                      | Miembro de aterrizaje                                    |
| ------------------ | -------------------------------------------------------- | -------------------------------------------------------- |
| Comandante         | Yuri Malenchenko, RKA Expedición 7 Tercer vuelo          | Yuri Malenchenko, RKA Expedición 7 Tercer vuelo          |
| Ingeniero de Vuelo | Edward Tsang Lu, NASA Expedición 7 Tercer y Último vuelo | Edward Tsang Lu, NASA Expedición 7 Tercer y Último vuelo |
| Ingeniero de Vuelo | None Primer vuelo                                        | Pedro Duque, ESA Segundo y Último vuelo                  |

## Tripulación original
| Puesto             | Miembro                                                   | Miembro                                                   |
| ------------------ | --------------------------------------------------------- | --------------------------------------------------------- |
| Comandante         | Gennady Padalka, RKA N/A (Taxi Flight) Segundo vuelo      | Gennady Padalka, RKA N/A (Taxi Flight) Segundo vuelo      |
| Ingeniero de Vuelo | Pedro Duque, ESA N/A (Taxi Flight) Segundo y Último vuelo | Pedro Duque, ESA N/A (Taxi Flight) Segundo y Último vuelo |
| Ingeniero de Vuelo | Oleg Kotov N/A (Taxi Flight) Primer vuelo                 | Oleg Kotov N/A (Taxi Flight) Primer vuelo                 |

### Atraque con la ISS
- Atraque con la ISS: 28 de abril de 2003, 05:56 UTC (al puerto nadir de Zarya)
- Desatraque de la ISS: 27 de octubre de 2003, 23:17 UTC (desde el puerto nadir de Zarya)[4]

## Misión
Originalmente, las misiones Soyuz a la ISS estaban planificadas para ser solo una misión de tipo taxi para entregar una nueva nave Soyuz como bote salvavidas de la estación cada seis meses con una tripulación visitante, pero no para el intercambio de tripulaciones. Hasta el desastre del transbordador espacial Columbia, se planeó lo mismo para Soyuz TMA-2, una tripulación visitante compuesta por el comandante Gennady Padalka y el astronauta de la ESA Pedro Duque pasaría aproximadamente una semana en la estación y luego regresaría con la nave Soyuz TMA-1 anterior. El tercer asiento podría haber sido para el chileno Klaus von Storch como cosmonauta de la Agencia Chilena del Espacio, pero incluso antes del desastre del Columbia ya todo apuntaba a que su vuelo no se haría efectivo, y su asiento iría o bien para el cosmonauta ruso Oleg Kotov o para entregar carga a la estación. 

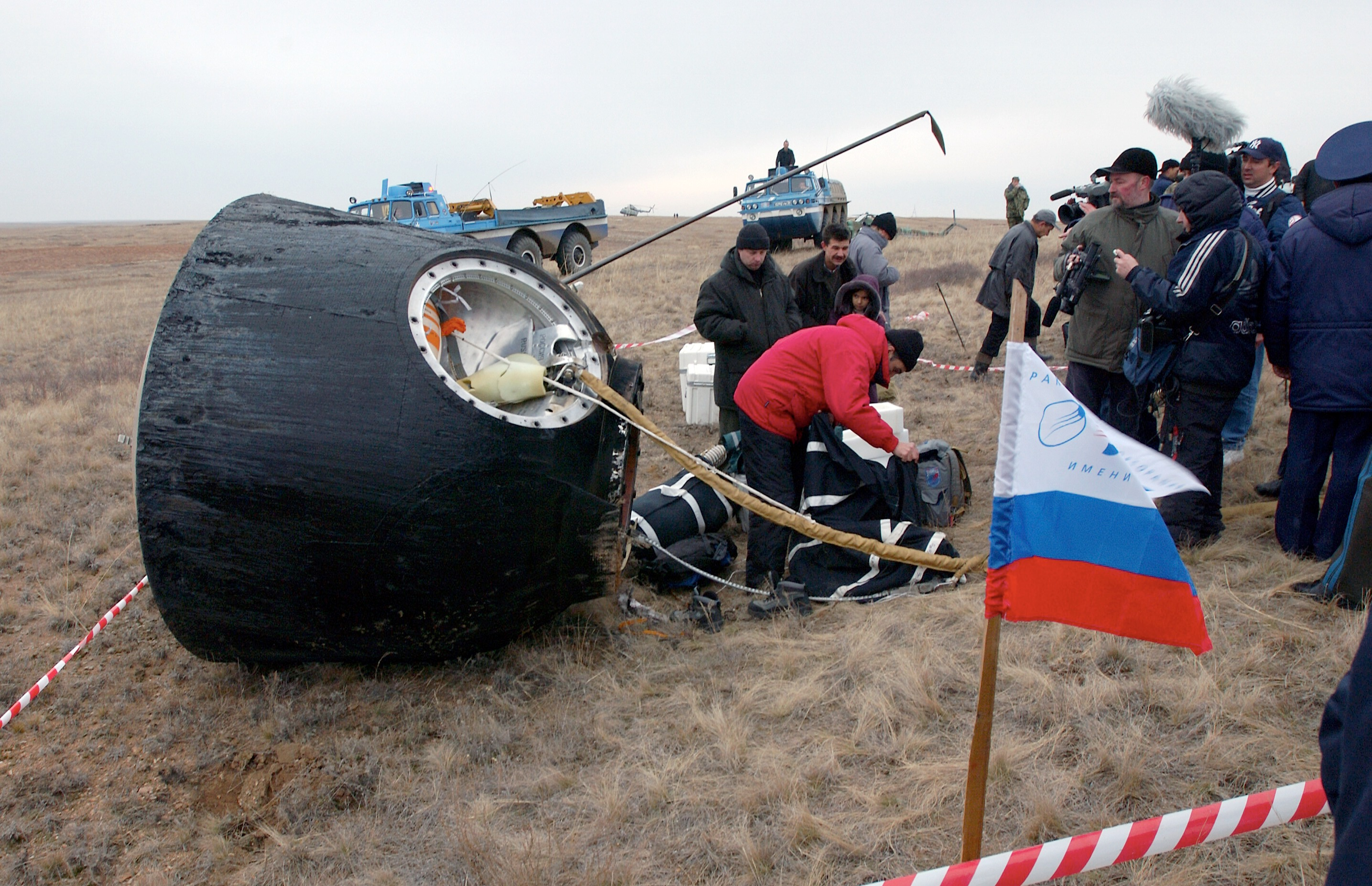
Soyuz TMA-2 aterrizaje

Durante su estancia en la ISS, Malenchenko se convirtió en la primera persona en casarse en el espacio. Su novia estaba en Texas, donde los matrimonios a larga distancia son legales.
La nave espacial regresó a la Tierra el 28 de octubre, tanto con la tripulación de la Expedición 7 como con Pedro Duque a bordo. Duque viajó a bordo de la Soyuz TMA-3 por lo que pasó solamente una semana en la ISS.